# リリエバルク美術館

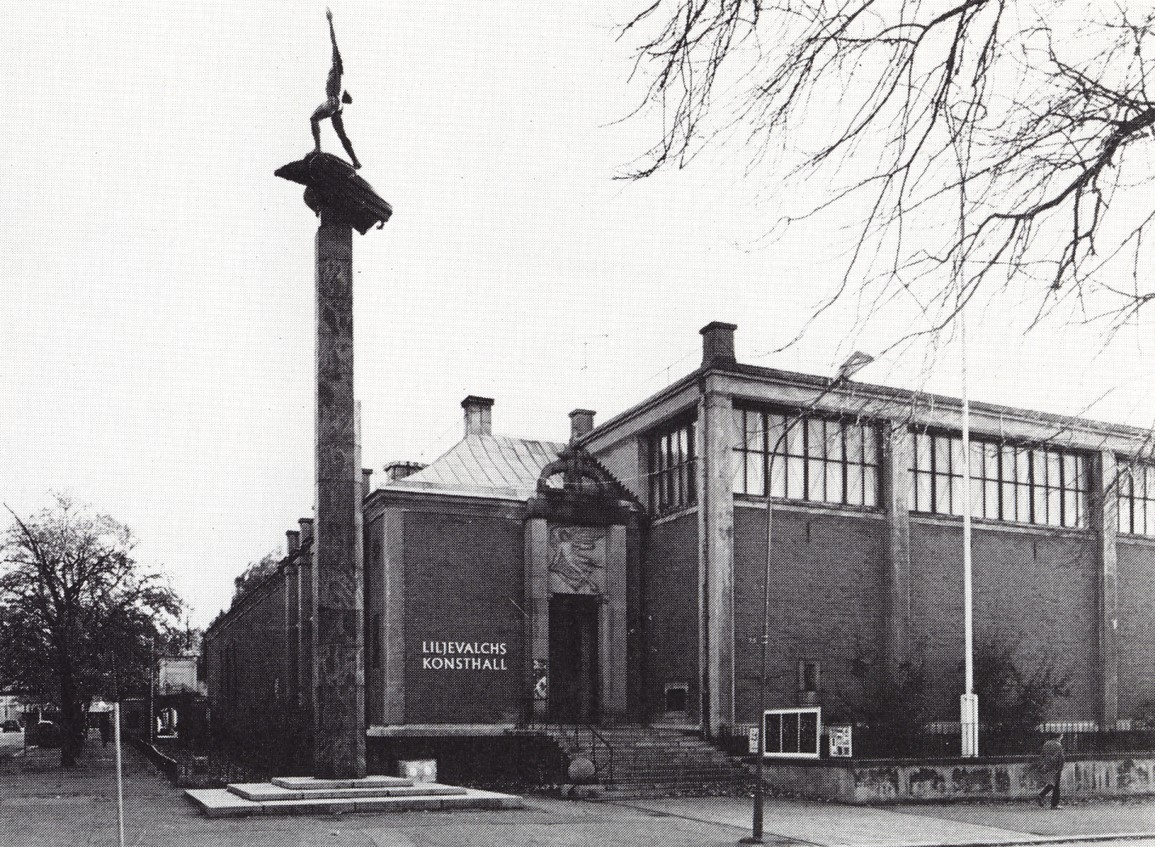
1950年のリリエバルク美術館。

リリエバルク美術館（リリエバルクびじゅつかん、スウェーデン語：Liljevalchs konsthall）は、スウェーデンのストックホルムのユールゴーデン(Djurgården)島にある美術館（アートギャラリー）である。
建築家のカール・バーグステン (Carl Bergsten) （1879年 - 1935年）によってデザインされ、1916年に落成し、こんにちではストックホルム市が所有している。